# 大竹駅 (神奈川県)
大竹駅（おおだけえき）は、神奈川県中郡南秦野村（現・秦野市西大竹）にかつて存在した湘南軌道の駅である。

## 歴史
- 1906年（明治39年）8月1日 - 開業。
- 1937年（昭和12年）8月25日 - 廃止。

## 現在の駅周辺
- 神奈川中央交通西大竹バス停

## 隣の駅
湘南軌道
台町駅 - 大竹駅 - 上井ノ口駅